# El topo (film)
Pour les articles homonymes, voir El Topo.
Pour plus de détails, voir Fiche technique et Distribution.
El topo est un film d'aventures psychédélique mexicain réalisé par Alejandro Jodorowsky, sorti en 1970.
En juillet 1994, le film est inclus dans la liste établie par la revue Somos des 100 meilleurs films mexicains de tous les temps.

## Synopsis
Un pistolero énigmatique, El topo (interprété par le réalisateur lui-même), sillonne des territoires hostiles avec son jeune garçon (interprété par Brontis Jodorowsky, le propre fils de Jodorowsky). Il affronte les bandits en travers de sa route et délaisse son fils après avoir sauvé la belle Mara, qui le met au défi de tuer les « quatre grands maîtres du désert », des hommes très habiles au révolver tout comme lui. Il les vainc, et sa conscience s'élève jusqu'à ce que sa femme le trahisse. Sa nouvelle vie d'homme saint commence alors, et El topo s'engage dans la libération d'une communauté de parias.

## Fiche technique
- Titre original et français : El topo[3],[4]
- Réalisation : Alejandro Jodorowsky
- Scénario : Alejandro Jodorowsky
- Production : Juan López Moctezuma, Moshe Rosemberg, Saúl Rosemberg et Roberto Viskin
- Société de production : Producciones Panicas
- Budget : 400 000 dollars (294 000 euros)
- Musique : Alejandro Jodorowsky
- Photographie : Rafael Corkidi
- Montage : Federico Landeros
- Décors : Alejandro Jodorowsky
- Costumes : Alejandro Jodorowsky
- Pays de production :  Mexique
- Langue de tournage : espagnol
- Format : Couleurs - 1,33:1 - Son mono - 35 mm
- Genre : Western psychédélique et surréaliste
- Durée : 125 minutes
- Dates de sortie : 
  -  États-Unis : 18 décembre 1970 (New York) ; 4 novembre 1971 (en salles)
  -  Mexique : 15 avril 1971 (en salles)
  -  France : mai 1971 (Cannes) ; 17 décembre 1975 (en salles) : 13 décembre 2006 (ressortie en salles)
- Classification :
  -  France : interdit aux moins de 16 ans (sortie) ; interdit aux moins de 12 ans (actuellement[5])

## Distribution
- Alejandro Jodorowsky (VF : Dominique Paturel) : El Topo
- Brontis Jodorowsky : le fils d'El Topo, enfant
- Alfonso Arau : un bandit
- José Luis Fernández : un bandit
- Alf Junco : un bandit
- Gerardo Cepeda : un bandit
- René Barrera : un bandit
- René Alís : un bandit
- Federico Gonzáles : un bandit
- Vicente Lara : un bandit
- Pablo Leder : un moine
- Giuliano Girini Sasseroli : un moine
- Cristian Merkel : un moine
- Aldo Grumelli : un moine
- Mara Lorenzio (VF : Jacqueline Cohen) : Marah, la femme au chapeau
- David Silva (VF : Henri Poirier) : le colonel
- Jacqueline Luis (VF : Sylvie Feit) : la petite femme, fiancée d'El Topo
- Robert John (VF : Daniel Gall) : le fils d'El Topo, adulte

## Autour du film
Le tournage s'est déroulé du 4 août au 17 septembre 1969 à Huivulay, Mexico, Monterrey, Pachuca, Pedriceña, San Luis Potosí et Torreón.
Le film est un violent western allégorique. John Lennon, très impressionné, fera produire ensuite La Montagne sacrée.
Le film fut invisible pendant une vingtaine d'années car les droits de diffusion étaient bloqués par Allen Klein à la suite de son conflit personnel avec Jodorowsky.
Certains décors du Jour des Apaches (1968) ont été réutilisés.
El topo est le premier film à avoir été diffusé en tant que Midnight movie.
Le film a inspiré l'album concept de Genesis The Lamb Lies Down on Broadway à Peter Gabriel.

### Controverse
Deux ans après la sortie du film, son auteur avait affirmé que la scène de viol à l'écran ne relevait pas de la fiction, mais documentait un authentique viol.
« Quand j'ai voulu tourner la scène j'ai expliqué [à Mara Lorenzio] que j'allais la frapper et la violer. Il n'y avait pas de lien émotionnel entre nous, car j'avais mis dans le contrat de toutes les actrices qu'elles ne devaient pas faire l'amour avec le réalisateur. Nous ne nous étions jamais parlé. Je ne savais rien sur elle. Nous sommes allés dans le désert avec deux autres personnes : le photographe et un technicien. Personne d'autre. J'ai dit Je ne vais pas répéter, il n'y aura qu'une prise parce qu'elle sera impossible à refaire. Lancez la camera quand je vous donne le signal [...] Et je l'ai vraiment... vraiment... vraiment violée. Et elle a crié [...] et elle a eu un orgasme [...] Vous voyez, pour moi le personnage est frigide jusqu'à ce qu'El topo la viole. Et qu'elle ait un orgasme. C'est pour ça que je montre un phallus de pierre dans cette scène... Elle a un orgasme. Elle accepte le sexe de l'homme. Et c'est ce qui est arrivé à Mara dans la vie réelle. »
En 2019, une rétrospective d'Alejandro Jodorowsky devait se tenir au Museo del Barrio à New York, mais elle a été unilatéralement annulée lorsque ces propos ont refait surface. Le réalisateur est alors revenu sur ses propos, expliquant qu'il s'agissait de choquer afin de gagner en notoriété :
« C'étaient des mots, pas des faits. Une publicité surréaliste afin d'entrer dans le monde du cinéma [...] Je reconnais que cette déclaration est problématique car elle présente une violence imaginaire envers une femme comme un outil de promotion, et à présent, cinquante ans plus tard, je regrette que ces mots aient été lus comme une vérité. »
Sur le site féministe turc 5Harfliler, Canan Balan note que, s'il affirme à présent avoir affabulé, l'auteur ne s'est pas donné la peine de s'expliquer sur le caractère thérapeutique («soigner la frigidité») qu'il prêtait alors au viol sur ses victimes.

## Distinctions
- Prix Ariel de la meilleure photographie en 1972.
- Prix spécial du jury au Festival international du film fantastique d'Avoriaz 1974[10].

## Critique
En octobre 2014, le film obtient la note 5/5 pour cinq critiques presse, il se classe 27ème parmi les meilleurs films de tous les temps selon la presse sur le site Allociné.

## Suite
Jodorowsky a fait paraître une suite sous forme de bande dessinée, en juin 2016, avec José Ladrönn : Les Fils d'El Topo.